# Романтичний фільм

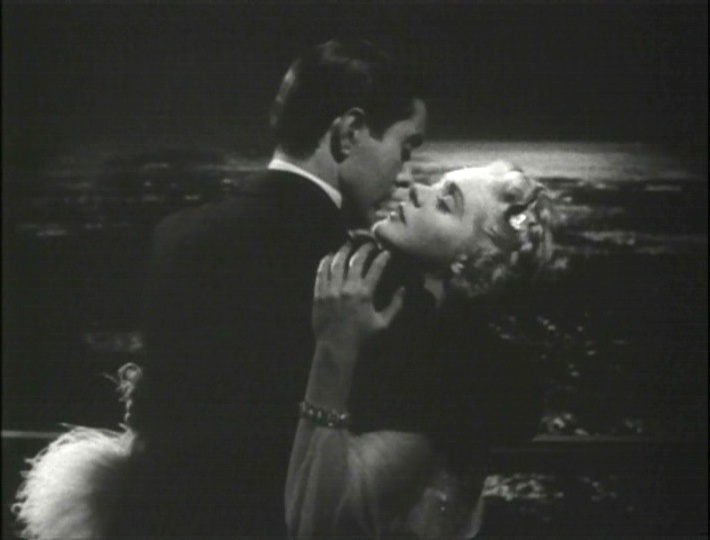
Тайрон Пауер пристрасно обіймає Еліс Фей у фільмі 1938 року «Регтайм-група Олександра».

Романтичний або любовний фільм — жанр кіно заснований на романтичній історії кохання, з фокусом на пристрасті, емоціях і ніжному зв'язку героїв. Один з одинадцяти супержанрів.

## Сюжет
Зазвичай описується шлях головних героїв через побачення, залицяння чи шлюб, а основою сюжету є пошуки романтичного кохання. Час від часу коханці стикаються з такими перешкодами, як фінанси, хвороби, різні форми дискримінації, психологічні обмеження чи спротив сім'ї. Як і в усіх досить міцних, глибоких і близьких романтичних стосунках, напруга повсякденного життя, спокуси та несумісність входять у сюжети романтичних фільмів.
Романтичні фільми часто досліджують основні теми кохання з першого погляду, молодого та зрілого кохання, нерозділеного кохання, одержимості, сентиментального кохання, духовного кохання, забороненого кохання, платонічного кохання, сексуального та пристрасного кохання, жертовного кохання, вибухового та руйнівного кохання та трагічного кохання. Найбільш типовим для глядача є фінал у якому двоє головних героїв нарешті долають свої труднощі, освідчуються у коханні та переживають своє «довго і щасливо», що часто передбачається возз'єднанням і останнім поцілунком.

### Телесеріали
У романтичних телесеріалах розвиток таких романтичних стосунків може відбуватися протягом багатьох епізодів або різні персонажі можуть переплітатися в різних романтичних трикутниках.

## Піджанри
- Чик флік
- Історичний роман
- Паранормальний роман
- Романтичний екшен
- Романтична комедія
- Романтична драма
- Романтична фантастика
- Романтичний мюзикл
- Романтичний трилер